# Bele stene
Bele stene (hrvaško Bijele stijene) so gorsko območje v osrednjem delu Velike Kapele na Hrvaškem.
Bele stene ležijo na območju Velike Kapele v bližini naselja Jasenak ter okoli 15 km jugozahodno od Mrkopalja, ki je tudi eno od izhodišč za obisk tega dela Velike Kapele. Najvišji vrh doseže višino 1334 m. Od Samarskih sten, ki ležijo vzhodno, so ločene z dolino Crna Draga, od njih pa so oddaljene okoli 2,2 km. Potekajo v smeri severozahod-jugovzhod, v dolžino merijo okoli 2,5 km. Sestavljene so iz dveh nizov gorskih grebenov, ki sta medsebojno oddvojena s prevalom Boce. Grebeni potekajo v smeri severozahod-jugovzhod. Grajene so iz debelih slojev apnencev in brečastih apnencev srednje jure. Pokriva jih gozd, predvsem bukev, jelka in smreka. Nad gozdno mejo se dviga nazobčan hrbet divje oblikovanih sten in kamnitih stolpov. Tu je narava ustvarila pravo razstavo kraških pojavov. Bele stene so dom kune belice, kune zlatice, lisice, medveda, polha, risa, volka raznih ptic, kač in drugih živali. Bele stene so raziskovali in o njih pisali številni raziskovalci. V začetku 20. stoletja med drugimi tudi hrvaški prirodopisec Drautin Hirtz ter njegov sin zoolog in potopisec Miroslav Hirtz. Leta 1928 je bil tu zgrajen planinski dom Hirtzova koča. Bele in Samarske stene s skupno površino 1175,35 ha so bile leta 1985 razglašene za strogi naravni rezervat. V bližini je neoskrbovano Ratkovo zavetišče.